# Bifurcação homoclínica

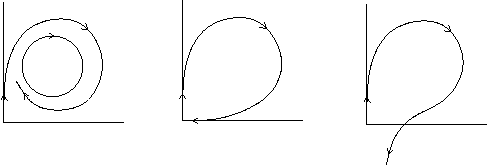
Painel esquerdo: Para valores de parâmetros pequenos, há um ponto de sela na origem e um ciclo limite no primeiro quadrante.
Painel central: À medida que o parâmetro de bifurcação aumenta, o ciclo limite cresce até cruzar exatamente o ponto de sela, produzindo uma órbita de duração infinita.
Painel direito: Quando o parâmetro de bifurcação aumenta ainda mais, o ciclo limite desaparece completamente.

Uma bifurcação homoclínica é uma bifurcação global que geralmente ocorre quando uma órbita periódica colide com um ponto de sela.